# VORTEX (the GazettEの曲)
「VORTEX」（ヴォルテックス）は、the GazettEの楽曲。RUKIが作詞、the GazettEが作曲を手掛けた。the GazettEの19枚目のシングル。として2011年5月25日にSony Music Recordsから発売された。

## 解説
2011年第1弾シングル。表題曲の「VORTEX」では、社会のシステムや不条理に巻き込まれていく葛藤が描かれており、販売形態はPV及びメイキングDVDが同梱されたOptical Impression-、ボーナストラックとして「BREAK ME」が入ったAuditory Impressionの2形態となっている。

## 収録曲
（全作詞:RUKI、作曲:the GazettE）

### Optical Impression
1. VORTEX
RUKI原曲。
2. UNCERTAIN SENSE
葵原曲。

DVD
1. VORTEX　Music Clip [4:03]
2. VORTEX Making

### Auditory Impression
1. VORTEX
2. UNCERTAIN SENSE
葵原曲。
3. BREAK ME
RUKI原曲。